# An Či
An Či (kitajsko: 安琦;pinjin: Ān Qí), kitajski nogometaš, * 21. junij 1981, Daljan, Ljaoning, Ljudska republika Kitajska.